# 155 mm haubicoarmata GC-45

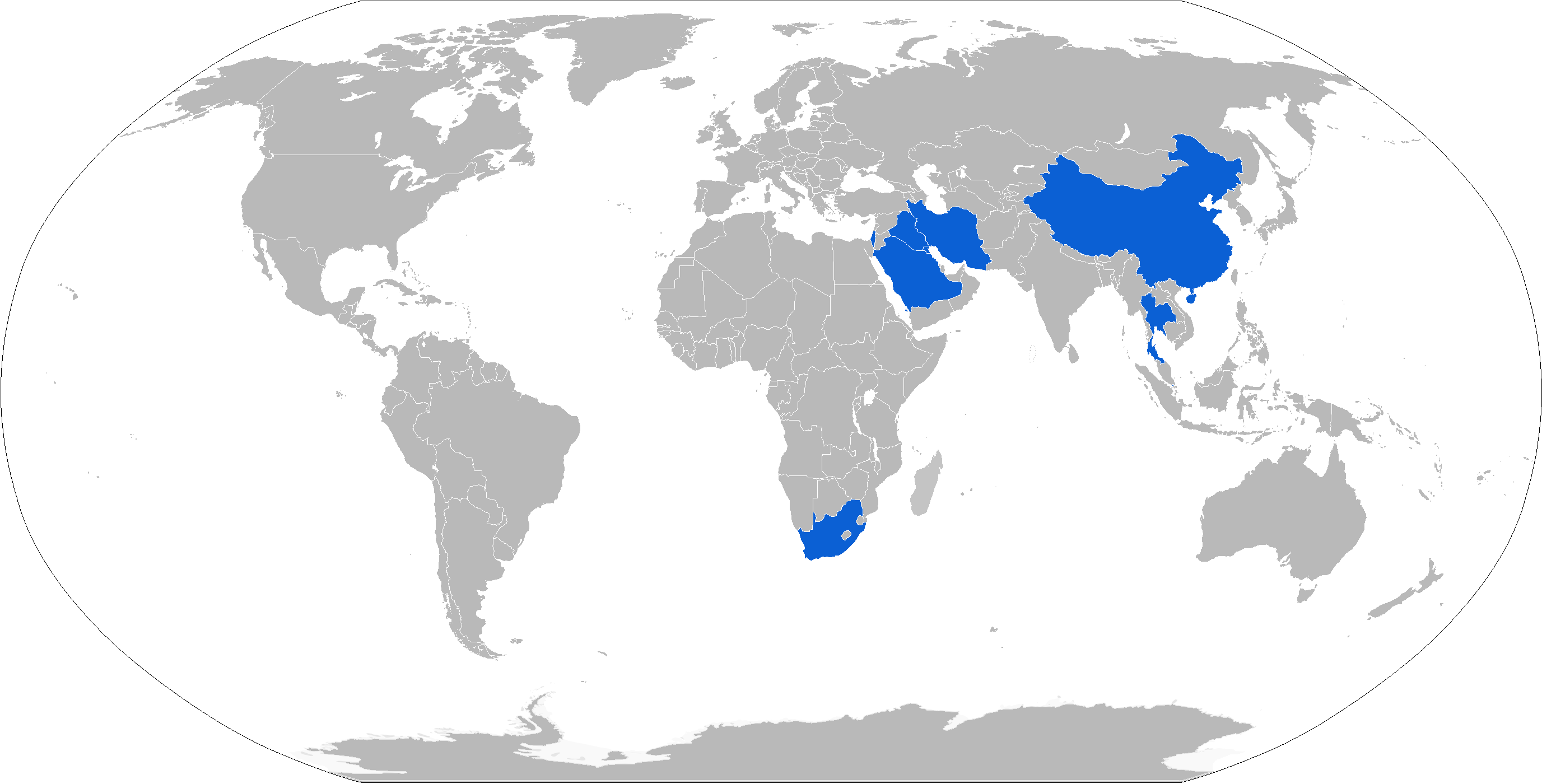
Użytkownicy haubicoarmaty GC-45

GC-45 (Gun, Canada, 45-calibre) – haubicoarmata holowana kalibru 155 mm.

## Historia
W 1975 roku Gerald Bull, założyciel Space Research Corporation, rozpoczął prace nad nowym działem o donośności większej od dział produkowanych w 70. XX wieku. Zwiększenie donośności miało być osiągnięte dzięki wydłużeniu lufy i zastosowaniu granatów artyleryjskich o specjalnej konstrukcji.
Prototypowe działo pierwsze strzelania odbyło 1977 roku. Miało lufę długości 45 kalibrów (standardem były lufy 39 kalibrów), a dzięki zastosowaniu granatów dalekonośnych osiągnęło donośność 30 km (granat dalekonośny o masie 45,4 kg) i 39 km (granat z gazogeneratorem). Dla porównania donośność granatu M107 wystrzelonego z haubicy M198 wynosi 18,5 km.
Pierwszym producentem działa GC-45 była belgijska filia przedsiębiorstwa Space Research Corporation. Wyprodukowała ona tylko krótką serię tych dział dla Tajlandii, po czym prawa do produkcji przejęła austriacka firma Voest-Alpine. Produkowała ona haubicoarmaty GC-45 dla armii Tajlandii (6 szt.), Iraku i Iranu.
Haubicoarmata GC-45 została wyprodukowana w niewielkiej liczbie egzemplarzy, ale wytyczyła kierunek rozwoju sprzętu artyleryjskiego. W następnych latach pojawił się szeregi dział holowanych kalibru 155 mm o lufach długości 45 kalibrów i dłuższych. Do uzbrojenia wprowadzono także nowe typy granatów artyleryjskich.

## Opis konstrukcji
GC-45 miała łoże dolne z dwoma ogonami i cztery koła jezdne. Lufa o długości 45 kalibrów była zakończona hamulcem wylotowym, samowzmocniona. Koła resorowane, w położeniu bojowym haubicoarmata spoczywa na opuszczanej platformie.